# El Pájaro
El Pájaro è un comune (corregimiento) della Repubblica di Panama situato nel distretto di Pesé, provincia di Herrera. Si estende su una superficie di 23 km² e conta una popolazione di 861 abitanti (censimento 2010).